# Гарсевановы
Гарсевановы (Гарсеванишвили, Герсевановы; груз. გარსევანიშვილი) — дворянский род.
Русский дворянский род, грузинского происхождения, баснословное начало которого относят к XI веку. Гавриил и Георгий Евсеевичи Герсевановы получили от царя Вахтанга грузинского подтвердительную грамоту на дворянское достоинство; такую же грамоту получил в 1788 году от царя Ираклия II Георгий Гаврилович Герсеванов.
Из этого рода происходят Николай Борисович и Михаил Николаевич Герсевановы. Внесены в VI часть родословных книг Екатеринославской и Харьковской губерний.
Другие ветви того же рода внесены в I и III части родословных книг Полтавской и Тифлисской губерний.
Из этого рода происходила мать М. К. Мамардашвили.

## Описание герба
по Лакиеру
Герб Гарсевановых, карталинских дворян, имеет в голубом поле изображение жертвенника, украшенного древесными масличными ветвями; на поверхности его крестообразно означены два скипетра, а внизу воскуренный из золотого сосуда фимиам.